# Tumenggungan (Selomerto)
Tumenggungan is een bestuurslaag in het regentschap Wonosobo van de provincie Midden-Java, Indonesië. Tumenggungan telt 3446 inwoners (volkstelling 2010).